# St. Johann Nepomuk (Günther)

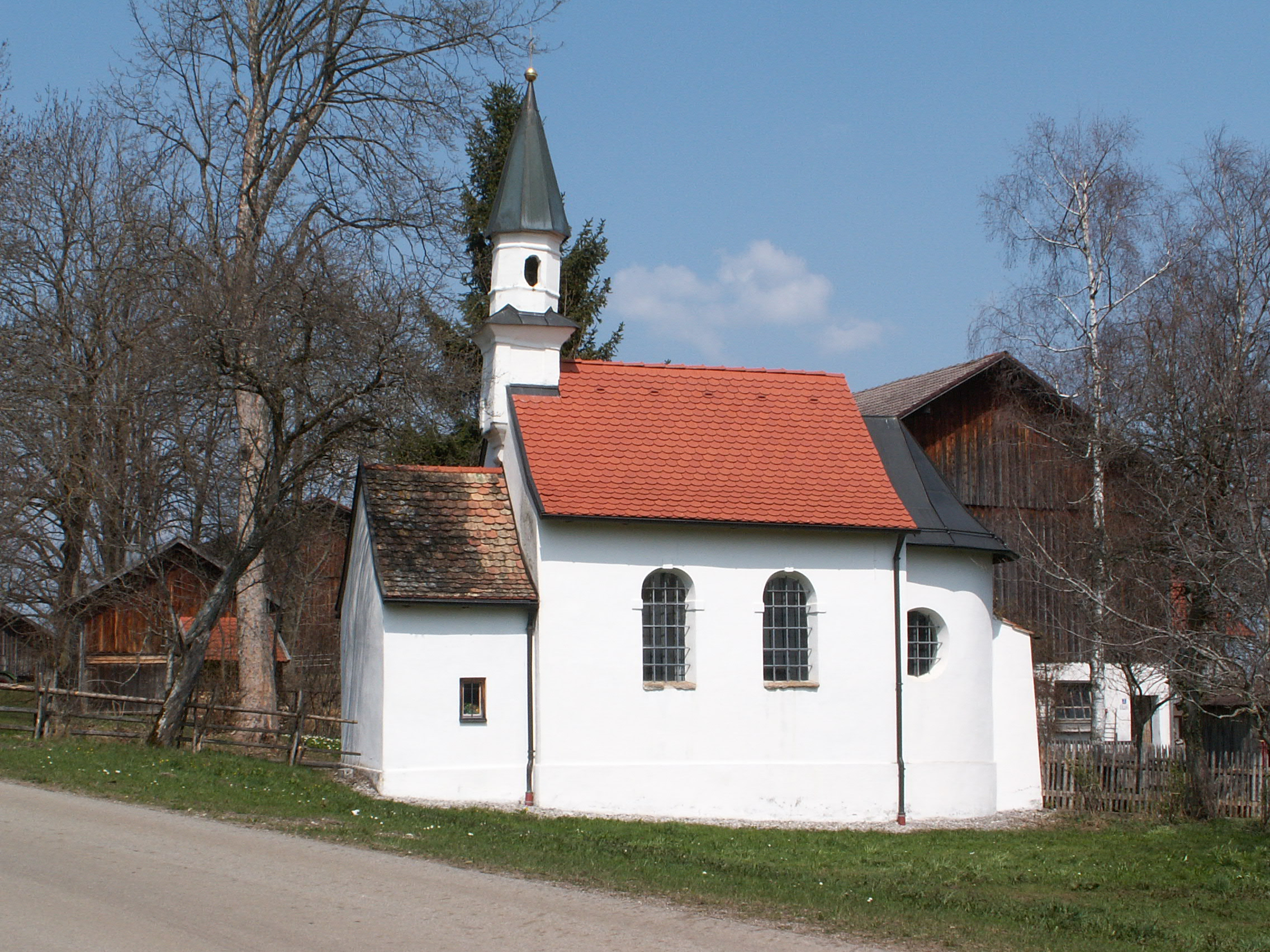
Kapelle St. Johann Nepomuk in Günther

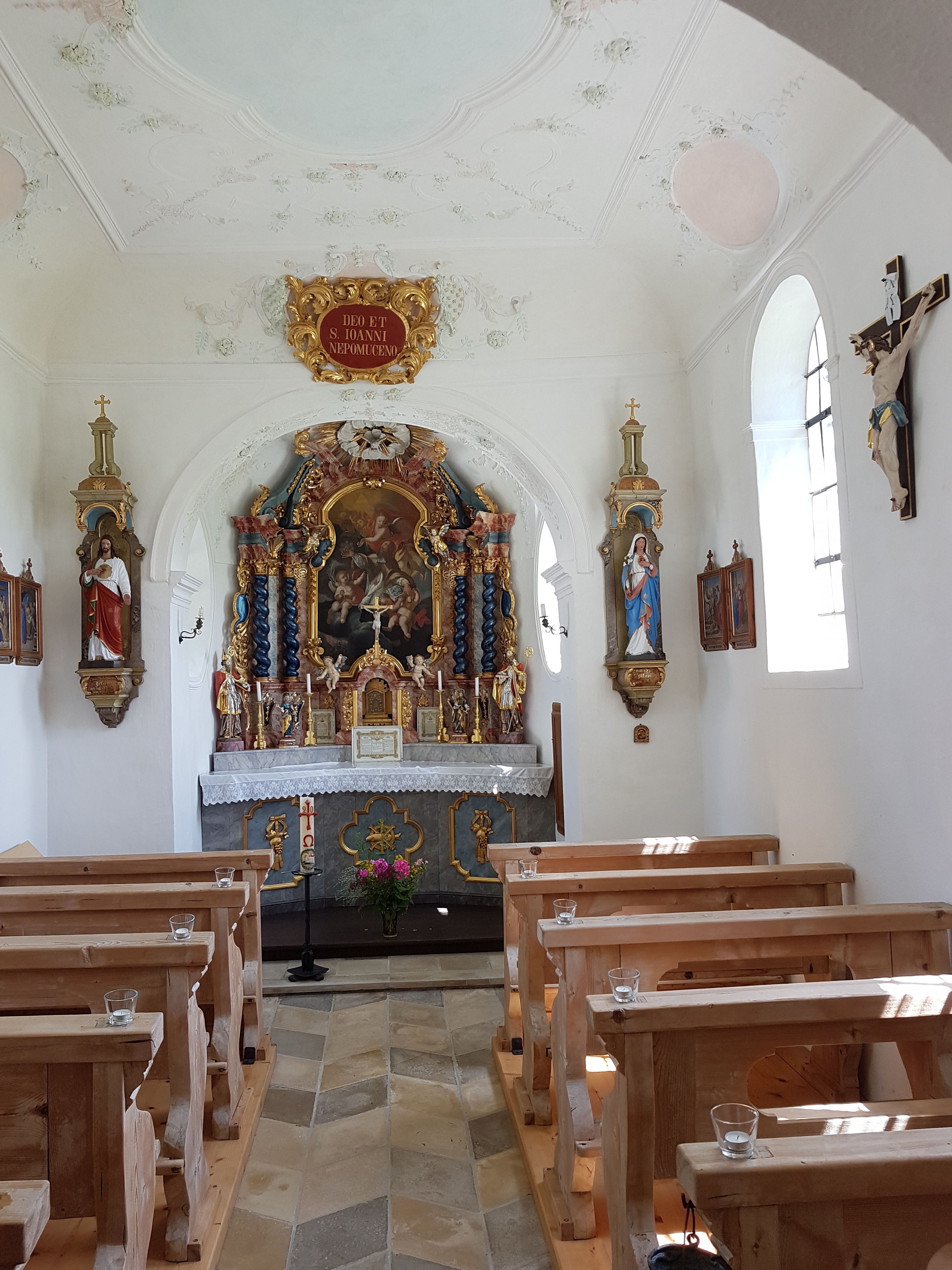
Innenansicht

Die katholische Kapelle St. Johann Nepomuk in Günther, einem Gemeindeteil von Bernbeuren im oberbayerischen Landkreis Weilheim-Schongau, wurde von 1728 bis 1732 erbaut. Die dem heiligen Johannes Nepomuk geweihte Kapelle ist ein geschütztes Baudenkmal.
Der schlichte Saalbau mit eingezogener Apsis besitzt einen Dachreiter mit Spitzhelm aus dem Jahr 1888 und ein Vorzeichen.
Aus der Erbauungszeit stammt der Bandelwerkstuck und der Altar mit gedrehten Säulen und einem Gemälde des heiligen Nepomuk.